# Liste der Bodendenkmäler in Treffelstein
Auf dieser Seite sind die Bodendenkmäler in der Oberpfälzer Gemeinde Treffelstein zusammengestellt. Diese Tabelle ist eine Teilliste der Liste der Bodendenkmäler in Bayern. Grundlage ist die Bayerische Denkmalliste, die auf Basis des Bayerischen Denkmalschutzgesetzes vom 1. Oktober 1973 erstmals erstellt wurde und seither durch das Bayerische Landesamt für Denkmalpflege geführt wird. Die folgenden Angaben ersetzen nicht die rechtsverbindliche Auskunft der Denkmalschutzbehörde.

## Bodendenkmäler der Gemeinde Treffelstein

### Bodendenkmäler in der Gemarkung Biberbach
| Lage                 | Objekt | Akten-Nr.     | Bild |
| -------------------- | --- | ------------- | ---- |
| Biberbach (Standort) | Archäologische Befunde der abgegangenen mittelalterlichen und frühneuzeitlichen Kirche St. Peter und Paul in Biberbach. | D-3-6641-0102 |      |

### Bodendenkmäler in der Gemarkung Treffelstein
| Lage                    | Objekt | Akten-Nr.     | Bild |
| ----------------------- | --- | ------------- | ---- |
| Treffelstein (Standort) | Archäologische Befunde im Bereich der mittelalterlichen Burgruine Treffelstein. | D-3-6541-0009 |      |
| Treffelstein (Standort) | Archäologische Befunde des abgegangenen frühneuzeitlichen Schlosses von Treffelstein. | D-3-6541-0010 |      |
| Treffelstein (Standort) | Archäologische Befunde der frühen Neuzeit im Bereich der katholischen Pfarrkirche Erscheinung des Herrn in Treffelstein, darunter die Spuren von Vorgängerbauten bzw. älterer Bauphasen. | D-3-6541-0011 |      |